# Susanville (California)
Susanville è una località degli Stati Uniti d'America, capoluogo della contea di Lassen, nello Stato della California.